# Acteocina cerealis
Acteocina cerealis är en snäckart som först beskrevs av Gould 1853.  Acteocina cerealis ingår i släktet Acteocina och familjen Cylichnidae. Inga underarter finns listade i Catalogue of Life.